# Sujemci
Sujemci (ukr. Суємці, hist. pol. Sujemce) – wieś na Ukrainie, w obwodzie żytomierskim, w rejonie zwiahelskim, w hromadzie Baranówka. W 2001 liczyła 888 mieszkańców, spośród których 882 wskazało jako ojczysty język ukraiński, a 6 rosyjski.